# Hłuboczek
Hłuboczek (ukr. Глибочок, Hłyboczok) – wieś na Ukrainie w rejonie hoszczańskim obwodu rówieńskiego.
Przed II wojną światową w granicach Polski w gminie Hoszcza, w powiecie rówieńskim, w województwie wołyńskim. Wieś znajdowała się przy granicy z ZSRR. Wśród mieszkańców przeważali Ukraińcy i rodziny mieszane, choć Hłuboczek zamieszkiwały również rodziny polskie. W miejscowości stacjonowała kompania graniczna KOP „Hłuboczek”.
Od 1928 roku do czasów II wojny światowej w miejscowości mieściła się rzymskokatolicka parafia Najświętszej Marii Panny Królowej Polski z drewnianym kościołem.
W kwietniu i maju 1943 roku Ukraińcy zamordowali polskich mieszkańców. Właściciel ziemski Izydor Czeszejko-Sochacki został zamordowany w pobliskiej Borszczówce.